# Gradac, Metlika
Gradac este o localitate din comuna Metlika, Slovenia, cu o populație de 419 locuitori.